# Escuelas Públicas de Lowell

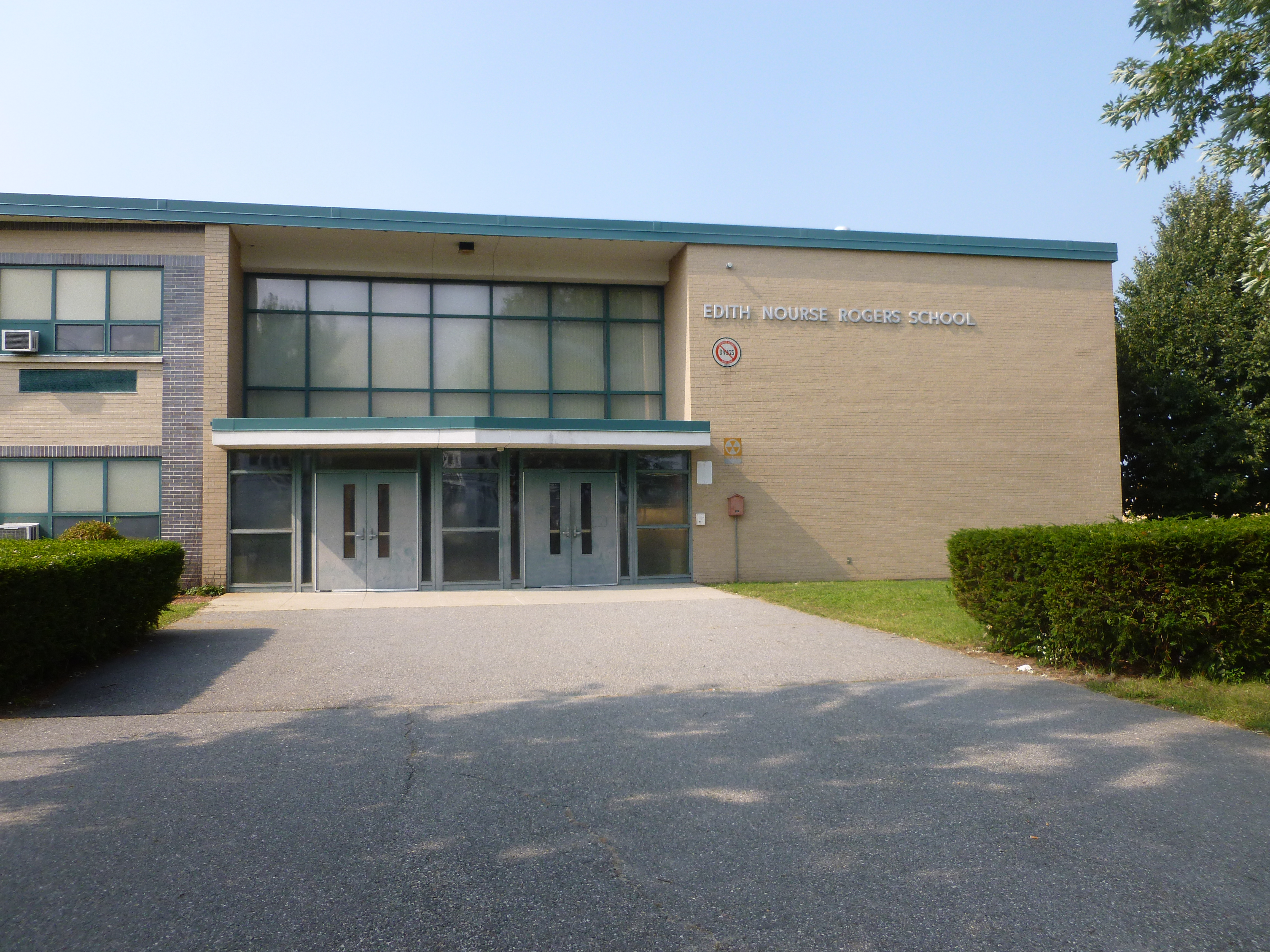
La Edith Nourse Rogers School tiene la sede del distrito

Las Escuelas Públicas de Lowell (Lowell Public Schools) es un distrito escolar de Massachusetts. Tiene su sede en las Henry J. Mroz Central Administration Offices en la Edith Nourse Rogers School en Lowell.

## Escuelas
Escuelas preparatorias:
- Lowell High School

Escuelas K-8:
- J. G. Pyne Arts Magnet
- Bartlett Community Partnership School

Escuelas medias (5-8):
- Benjamin F. Butler Middle School
- Dr. An Wang Middle School
- H.J. Robinson Middle School
- James S. Daley Middle School
- Kathryn P. Stoklosa Middle School
- James F. Sullivan Middle School of Communications